# Marcos Siega
Marcos Siega, né le 8 juin 1969 à New York, est un réalisateur de cinéma, de télévision et de clips et producteur de télévision américain.

## Filmographie

### Réalisateur

#### Cinéma
- 1999 : Stung
- 2005 : Pretty Persuasion
- 2005 : Underclassman
- 2008 : Chaos Theory

#### Télévision
- 2002 : Rock the House
- 2002-2003 : Fastlane (2 épisodes)
- 2004 : Oliver Beene (1 épisode)
- 2004-2005 : Veronica Mars (3 épisodes)
- 2005-2009 : Cold Case : Affaires classées (4 épisodes)
- 2006 : Video on Trial (1 épisode)
- 2007 : Eyes (1 épisode)
- 2007 : Traveler : Ennemis d'État (1 épisode)
- 2007 : The Nine : 52 heures en enfer (1 épisode)
- 2007 : Shark (3 épisodes)
- 2007 : Life (1 épisode)
- 2007-2009 : Dexter (9 épisodes)
- 2008 : October Road (1 épisode)
- 2008 : True Blood (1 épisode)
- 2009-2011 : Vampire Diaries (10 épisodes)
- 2010 : Outlaw (2 épisodes)
- 2011 : Charlie's Angels (3 épisodes)
- 2012 : Damages (1 épisode)
- 2013-2014 : The Following (8 épisodes)
- 2021 : Dexter : New Blood (6 épisodes)

#### Clips
- A Taste for Bitters de Chokebore
- All the Small Things de Blink-182
- Before You de Chantal Kreviazuk
- Beverly Hills de Weezer
- Blueside de Rooney
- Boom d'Anastacia
- Bottle It Up de Sara Bareilles
- Break Down de Tantric
- Breathing de Lifehouse
- Broken Home de Papa Roach
- Cadillac de Mest
- Can't Wait One Minute More de CIV
- Child of the West de Cypress Hill et Roni Size
- Chop Suey! de System of a Down
- Circle of Life de Hilary Duff et Raven-Symoné
- Come Down de Toad The West Sprocket
- Crawling in the Dark de Hoobastank
- Crazy Weed de Kittywider
- Delusional de Quicksand
- Dirty Little Secret de The All-American Rejects
- Downfall de Trust Company
- Drowning in a Daydream de Corrosion of Conformity
- Dope Nose de Weezer
- Eastside de Smoother
- Everybody Doesn't d'Amanda
- Facedown de Unloco
- Flowing de 311
- Friends & Family de Trik Turner
- Fueled d'Anthrax
- Goodnight, Goodnight de Maroon 5
- Hash Pipe de Weezer
- Here's to the Night d'Eve 6
- In Honor of Myself de Shift
- Inside Out d'Anthrax
- Island in the Sun de Weezer
- Keep Fishin' de Weezer
- Last Resort de Papa Roach
- Life d'Our Lady Peace
- Losing Light Fast de Peter Searcy
- Lost Cause de Scapegoat Wax
- Man Overboard de Blink-182
- Moment of Weakness de Bif Naked
- More Today Than Yesterday de Goldfinger
- Movies d'Alien Ant Farm
- Mr. E.'s Beautiful Blues d'Eels
- Name of the Game de The Crystal Method
- Nothing d'Anthrax
- Papa Don't Preach de Kelly Osbourne
- Perfect Day de Hoku
- Pinch de Stem
- Pop Stars de Rooney
- Pretty Baby de Vanessa Carlton
- Promise d'Eve 6
- Question Everything de 8stops7
- Revolution d'Aimee Allen
- Ridin de Buckcherry
- Right Now de SR-71
- Rock Star d'Everclear
- Rock the Party de P.O.D.
- Roll On de The Living End
- Satellite de P.O.D.
- Sick Cycle Carousel de Lifehouse
- Sometimes I Don't Mind de The Suicide Machines
- Southtown de P.O.D.
- Still on Your Side de BBMak
- Strange Condition de Pete Yorn
- Sunshine de Tracy Bonham
- Swing, Swing de The All-American Rejects
- Tainted Love de Shades Apart
- That's What You Get de Paramore
- The Influence de Jurassic 5
- Thorn in My Side de Quicksand
- Too Much Stereo de The Urge
- Toxicity de System of a Down
- Under You de Trickside
- Unforgetful You de Jars of Clay
- Use for Glue de Rival Shools
- Waffle de Sevendust
- What Comes Around d'Ill Niño
- What's My Age Again? de Blink-182
- Why? Pt.2 de Collective Soul
- Will I Am de will.i.am
- Worst Day of My Life de The Actual
- You Know It's Hard de The Crystal Method et Scott Weiland
- You Make Me Mad de Third Day
- Youth of America de Birdbrain

### Producteur
- 1999 : Stung
- 2002 : Rock the House
- 2005 : Pretty Persuasion
- 2007 : Driving Thru
- 2009-2011 : Vampire Diaries (26 épisodes)
- 2010 : Barry Munday
- 2010 : Outlaw (7 épisodes)
- 2011 : Charlie's Angels (8 épisodes)
- 2013-2014 : The Following (16 épisodes)

### Monteur
- 1993 : Nuits blanches à Seattle